# Fatai Ayinla
Fatai Ayinla est un boxeur nigérian né le 6 mai 1939 à Ibadan et mort le 12 octobre 2016.

## Carrière
Médaillé de bronze aux championnats du monde de La Havane en 1974 dans la catégorie des poids lourds, sa carrière amateur est également marquée par une médaille d'or dans la catégorie des poids lourds aux Jeux africains de Lagos en 1973, une médaille d'or dans la catégorie des poids mi-lourds aux Championnats d'Afrique de boxe amateur 1966 à Lagos ainsi qu'aux Jeux du Commonwealth britannique d'Édimbourg en 1970, une médaille d'argent dans la catégorie des poids mi-lourds aux Jeux de l'Empire britannique et du Commonwealth de Kingston en 1966 ainsi qu'aux Championnats d'Afrique de boxe amateur 1968 à Lusaka, une médaille d'argent dans la catégorie des poids lourds aux Jeux du Commonwealth britannique de Christchurch en 1974 ainsi qu'aux Championnats d'Afrique de boxe amateur 1972 à Nairobi, une médaille de bronze dans la catégorie des poids moyens aux Championnats d'Afrique de boxe amateur 1964 à Accra.
Il fait partie de la sélection africaine participant aux Jeux afro-latino-américains de 1973 à Guadalajara ; il remporte la médaille d'or dans la catégorie des poids lourds.